# Баумбах, Вернер
Ве́рнер Ба́умбах (нем. Werner Baumbach; 27 декабря 1916, Клоппенбург — 20 октября 1953, Буэнос-Айрес) — немецкий пилот бомбардировочных частей люфтваффе Второй мировой войны, полковник. Командир секретной эскадры ВВС нацистской Германии Kampfgeschwader 200 (KG 200). Кавалер Рыцарского креста с Дубовыми Листьями и Мечами за потопление судов союзников тоннажем свыше 300 тысяч тонн.

## Биография

### Ранние годы
Вернер родился 27 декабря 1916 года в немецком городке Клоппенбурге в семье врача Уго Доммаша. Окончил среднюю школу в 1935 году.

### Военная карьера
4 января 1936 года Баумбах поступил на службу в люфтваффе. Пройдя начальную подготовку, 4 июня того же года он был зачислен в качестве курсанта в авиационное военное училище, которое располагалось в столице Германии — Берлине. 1 января 1938 года по окончании обучения Баумбаху было присвоено звание лейтенанта. Вскоре Баумбах получил назначение лётчиком-испытателем на полигоне люфтваффе в Рехлине. Вернер стал одним из первых пилотов, управлявших новейшими бомбардировщиками Junkers Ju 88. Вскоре тридцать юнкерсов образовали эскадру Kampfgeschwader 30, Баумбаха зачислили в пятую эскадрилью.
Во Вторую мировую войну лётчики эскадрильи Баумбаха проявили себя с самой лучшей стороны, поддерживая умелыми действиями с воздуха части вермахта в Польской кампании. Баумбах также отличился в боях, за что 28 сентября был награждён Железным крестом 2-го класса. В конце года эскадрилью Баумбаха командование перевело на побережье для борьбы с кораблями союзников в акватории Северного моря. Позднее лётчик принял участие в битве при Нарвике, за что получил памятный знак — щит «Нарвик». В той же кампании 19 апреля 1940 года пятая эскадрилья KG 30 атаковала и нанесла значительный ущерб французскому лёгкому крейсеру «Эмиль Бертэн». Действия лётчиков были отмечены командованием — пилоты получили боевые награды, в частности, сам Вернер Баумбах удостоился Железного креста 1-го класса. 8 мая того же года Баумбаху был вручён Рыцарский крест за потопление судна. Ошибка произошла из-за неверных данных абвера: в действительности немецкие самолёты лишь повредили крейсер, после чего корабль отбуксировали в Брест, где он был отремонтирован уже к концу мая 1940 года. Баумбах стал первым пилотом бомбардировочных соединений люфтваффе, награждённым Рыцарским крестом.
Вскоре подразделение Вернера Баумбаха перевели на границу с Францией: близилась операция вермахта против этой страны. В одном из боёв кампании Баумбах был легко ранен. 1 июня лётчика повысили в звании до обер-лейтенанта и назначили командиром пятой эскадрильи KG 30. По окончании боевых действий во Франции Вернер Баумбах совершил секретный перелёт через всю Европу и СССР в столицу Японии — город Токио. Там немец вёл переговоры с генералом Шибутой — главой армии и флота Страны восходящего солнца. В сентябре Баумбах вернулся в Германию. В течение следующих месяцев пилот совершил множество вылетов на штурмовку кораблей союзников близ Британских островов, в том числе Баумбах принял участие в крупном налёте люфтваффе на базу английских Королевских ВМФ в гавани Скапа-Флоу на Оркнейских островах. Вернер Баумбах также служил в составе авиационных соединений, бомбивших Лондон. В конце 1940 года в ходе аварийной посадки Баумбах получил ранение и в январе 1941 года после излечения он вернулся в своё подразделение. За свои значительные успехи, в особенности потоплении судов общим тоннажем около 240 тысяч тонн, 14 июля пилот был награждён Дубовыми Листьями к его Рыцарскому кресту. 20 июля того же года Баумбах получил звание капитана и принял командование первой группой KG 30. Выполняя различные миссии над Средиземным и Северным морями, а также полуостровом Крым, Вернер Баумбах к августу 1942 года имел на своём счету более сорока потопленных кораблей противника общим водоизмещением свыше 300 тыс. тонн. 17 августа Баумбах стал первым лётчиком бомбардировочной авиации, награждённым Мечами к Рыцарскому кресту с Дубовыми Листьями. 14 октября Вернер Баумбах получил звание майора. Свои последние боевые вылеты пилот совершил осенью 1942 года в небе над Алжиром.
В декабре специальным приказом командования люфтваффе Баумбах был переведён в штаб ВВС. На новой должности Вернер Баумбах занимался разработкой различных проектов для бомбардировочных частей. При его участии был реализован давний замысел командования по созданию Henschel Hs 293 — планирующей бомбы, предназначенной для поражения крупных морских целей. Самым большим достижением Баумбаха является разработка и внедрение проекта Mistel. Суть данного авиационного комплекса состояла в следующем: в носовой части самолёта Junkers Ju 88 вместо кабины пилотов помещали большое количество детонирующего вещества, превращая этот самолёт в бомбу. Носовую часть фюзеляжа оснащали длинным наконечником, являющимся детонатором. Там же располагались распорки, к которым крепился самолёт — носитель. В полёте самолёт-бомба отсоединялся от самолёта-носителя, в результате чего последний мог благополучно вернуться на базу. В феврале 1944 года Баумбах стал командиром KG 200 — бомбардировочной эскадрильи, выполнявшей в основном специальные и секретные миссии. 15 ноября Вернер Баумбах получил звание подполковника. Зимой того же года Баумбах недолгое время исполнял обязанности главного инспектора бомбардировочной авиации люфтваффе. 5 января Вернеру Баумбаху присвоили звание полковника. Примерно в то же время Баумбах, предчувствуя скорое падение Рейха, написал письмо Герману Герингу, в котором выступил против продолжения войны. Реакции командующего люфтваффе не последовало. Весной 1945 года вместе со своим другом Альбертом Шпеером Вернер Баумбах всячески препятствовал выполнению приказа командования по использованию тактики выжженной земли. В частности, они сумели уговорить гауляйтера Гамбурга Карла Кауфманна сдать город союзникам без боя во избежание его разрушения.
30 апреля по личному распоряжению гросс-адмирала Дёница, главы государства после самоубийства Адольфа Гитлера, Баумбах прибыл в город Ойтин, где сдался в плен британским войскам.

#### Награды
- Щит «Нарвик»
- Почётный кубок люфтваффе
- Знак боевого пилота люфтваффе в золоте с гравировкой «200»
  - в серебре (22 марта 1941 года)[5]
  - в золоте (1942)[5]
- Комбинированный знак наблюдателя люфтваффе в золоте с бриллиантами (14 июля 1941 года)[5]
- Железный крест (1939) 1-го и 2-го класса
  - 2-го класса (28 сентября 1939 года)[5]
  - 1-го класса (4 мая 1940 года)[5]
- Рыцарский крест с Дубовыми Листьями и Мечами
  - Рыцарский крест (8 мая 1940 года) — лейтенант, пилот 5-й эскадрильи KG 30[6]
  - Дубовые Листья (№ 20) (14 июля 1941 года) — обер-лейтенант, командир 1-й эскадрильи KG 30[6]
  - Мечи (№ 16) (17 августа[7] 1942 года) — гауптман, командир 1-й группы KG 30[8]
- Дважды упоминался в «Вермахтберихт»

### После войны
Статус военнопленного с Баумбаха был снят в феврале 1946 года. В течение следующего года Вернер работал вместе с английским историком Брюсом Хоппером над исследованиями событий Второй мировой войны. В 1948 году Баумбах иммигрировал в Аргентину. Учитывая огромный опыт немца, президент страны Хуан Перон назначил его военным советником при командовании ВВС. В тот же период Вернер написал две книги: «Слишком поздно — взлёт и падение люфтваффе» (нем. Zu spät — Aufstieg und Untergang der deutschen Luftwaffe) и «Слишком рано — пространство войны и мировой революции» (нем. Zu früh — Raumkrieg und Weltrevolution).

### Смерть и похороны
Баумбах погиб 20 октября 1953 года близ города Ла-Плата при крушении самолёта «Avro Lancaster», на котором он совершал тестовый полёт. Первоначально останки пилота были погребены в Аргентине. 2 октября 1954 года прах Вернера был перевезён в Германию, где в присутствии 30 тысяч человек его перезахоронили на кладбище родного города Баумбаха — Клоппенбурга.
Именем Баумбаха названа улица в столице Аргентины.